# 6. ceremonia wręczenia Orłów
6. ceremonia wręczenia Orłów za rok 2003, miała miejsce 6 marca 2004 roku na Zamku Królewskim w Warszawie. Ceremonię wręczenia nagród poprowadził Maciej Stuhr.
Nagrody zostały wręczone, oficjalnie po raz pierwszy przez członków Polskiej Akademii Filmowej, w piętnastu kategoriach. O nominację do Polskich Nagród Filmowych w tym roku ubiegało się 18 filmów. Nominacje ogłoszono 5 lutego 2004 roku.
Galę wręczenia nagród (po raz piąty) honorowym patronatem objął Prezydent RP Aleksander Kwaśniewski.
Najwięcej nominacji – 9 – otrzymał film w reżyserii Jana Jakuba Kolskiego Pornografia. O osiem nagród ubiegał się debiut fabularny Andrzeja Jakimowskiego Zmruż oczy. Sześć nominacji otrzymał film Żurek Ryszarda Brylskiego. Wszystkie wyżej wymienione tytuły otrzymały nominację w kategorii najlepszy film (od tej edycji nagród, kategorie zawierają po trzy nominacje, a nie jak dotychczas pięć).
W tym roku dwie nominacje otrzymał aktor Zbigniew Zamachowski, w dwóch kategoriach aktorskich za role w filmach: Zmruż oczy i Żurek. Dla aktora do czwarta i piąta nominacja do Orłów, aktor jest też laureatem nagrody sprzed dwóch lat za główną rolę w filmie Cześć Tereska.
Trzecią nominację do nagrody w kategorii najlepsza główna rola męska otrzymał Jerzy Stuhr, który tym razem nominację otrzymał za rolę w filmie Pogoda na jutro. Kategorię tę zamyka Krzysztof Majchrzak, nominowany drugi raz do nagrody za rolę w filmie Pornografia.
Czwartą nominację do nagrody za najlepszą drugoplanową rolę męską otrzymał Jan Frycz, za rolę w filmie Pornografia. Pozostali nominowani to wyżej wspomniany Zbigniew Zamachowski oraz Sławomir Orzechowski, dla którego to pierwsza nominacja dla nagrody. Nominację otrzymał za rolę w filmie Warszawa.
Trzecią nominację do nagrody, tym razem w kategorii najlepsza główna rola kobieca, otrzymała Katarzyna Figura za rolę w filmie Żurek. W tej samej kategorii po raz drugi w karierze nominowana została również Maja Ostaszewska za rolę w filmie Przemiany. Kategorię zamyka debiutująca Aleksandra Prószyńska, grająca główną rolę w filmie Zmruż oczy.
W kategorii najlepsza drugoplanowa rola kobieca, nominowana została Dominika Ostałowska, dla której to czwarta nominacja do Orłów. Aktorka jest również laureatką nagrody za główną rolę w filmie Daleko od okna. Pozostałe nominowane w tej kategorii to Małgorzata Foremniak (za rolę w filmie Zmruż oczy) oraz Natalia Rybicka (za film Żurek). Dla obu aktorek to pierwsze nominacje.
Najwięcej nagród – po pięć – otrzymały dwa filmy: Pornografia Kolskiego oraz Zmruż oczy Jakimowskiego, z czego ten ostatni otrzymał nagrody w głównych kategoriach: najlepszy film, reżyseria, scenariusz. Dwie nagrody przypadły twórcom filmu Żurek.
Nagrodę za najlepszą główną rolę kobiecą odebrała Katarzyna Figura za rolę w filmie Żurek. Najlepszą główną rolę męska zagrał Zbigniew Zamachowski w filmie Zmruż oczy. Dla aktora to drugi Orzeł w tej kategorii. Również drugiego Orła, jednak w kategorii drugoplanowa rola kobieca otrzymała Dominika Ostałowska za rolę w filmie Warszawa. Nagrodę za najlepszą drugoplanową rolę męską otrzymał Jan Frycz za film Pornografia.
Nagrodę za najlepszą scenografię pośmiertnie otrzymał Andrzej Przedworski. Orła za osiągnięcia życia przyznano Kazimierzowi Kutzowi.

## Laureaci i nominowani
Laureaci nagród wyróżnieni są wytłuszczeniem

### Najlepszy film
Reżyser / Producenci / Koproducenci − Film
- Andrzej Jakimowski / Arkadiusz Artemjew, Tomasz Gąssowski i Andrzej Jakimowski – Zmruż oczy
  - Ryszard Brylski – Żurek
  - Jan Jakub Kolski / Lew Rywin i Antoine de Clermont-Tonnerre / Andrzej Serdiukow i Włodzimierz Niderhaus – Pornografia

### Najlepsza reżyseria
- Andrzej Jakimowski − Zmruż oczy
  - Dariusz Gajewski − Warszawa
  - Jan Jakub Kolski − Pornografia
  - Agnieszka Holland − Julia wraca do domu

### Najlepszy scenariusz
- Andrzej Jakimowski − Zmruż oczy
  - Ryszard Brylski − Żurek
  - Dariusz Gajewski i Mateusz Bednarkiewicz − Warszawa

### Najlepsza główna rola kobieca
- Katarzyna Figura − Żurek
  - Aleksandra Prószyńska − Zmruż oczy
  - Maja Ostaszewska − Przemiany

### Najlepsza główna rola męska
- Zbigniew Zamachowski − Zmruż oczy
  - Krzysztof Majchrzak − Pornografia
  - Jerzy Stuhr − Pogoda na jutro

### Najlepsza drugoplanowa rola kobieca
- Dominika Ostałowska − Warszawa
  - Małgorzata Foremniak − Zmruż oczy
  - Natalia Rybicka − Żurek

### Najlepsza drugoplanowa rola męska
- Jan Frycz − Pornografia
  - Sławomir Orzechowski − Warszawa
  - Zbigniew Zamachowski − Żurek

### Najlepsze zdjęcia
- Krzysztof Ptak − Pornografia
  - Jacek Petrycki − Julia wraca do domu
  - Adam Bajerski i Paweł Śmietanka − Zmruż oczy

### Najlepsza muzyka
- Zygmunt Konieczny − Pornografia
  - Krzesimir Dębski − Stara baśń. Kiedy słońce było bogiem
  - Leszek Możdżer − Nienasycenie

### Najlepsza scenografia
- Andrzej Przedworski − Pornografia (nagroda przyznana pośmiertnie)
  - Andrzej Haliński − Stara baśń. Kiedy słońce było bogiem
  - Ewa Jakimowska − Zmruż oczy

### Najlepsze kostiumy
- Magdalena Tesławska i Paweł Grabarczyk − Stara baśń. Kiedy słońce było bogiem
  - Małgorzata Zacharska − Pornografia
  - Daiva Petrulyte − Nienasycenie

### Najlepszy montaż
- Jarosław Kamiński − Żurek
  - Cezary Grzesiuk − Stara baśń. Kiedy słońce było bogiem
  - Elżbieta Kurkowska − Pogoda na jutro

### Najlepszy dźwięk
- Jacek Hamela, Bertrand Come i Katarzyna Dzida-Hamela − Pornografia
  - Marek Wronko − Superprodukcja
  - Nikodem Wołk-Łaniewski − Pogoda na jutro

### Nagroda publiczności
- Zmruż oczy, reż. Andrzej Jakimowski

### Nagroda za osiągnięcia życia
- Kazimierz Kutz

## Podsumowanie liczby nominacji
(Ograniczenie do dwóch nominacji)
9 : Pornografia
8 : Zmruż oczy
6 : Żurek
4 : Warszawa, Stara baśń. Kiedy słońce było bogiem
3 : Pogoda na jutro
2 : Julia wraca do domu, Nienasycenie

## Podsumowanie liczby nagród
(Ograniczenie do dwóch nagród)
5 : Zmruż oczy, Pornografia
2 : Żurek